# Виктор Чанов
Виктор Викторович Чанов (рус. Виктор Викторович Чанов; 21. јул 1959 — 8. фебруар 2017) био је совјетски фудбалер, играо је на позицији голмана. 

## Биографија
Рођен је 21. јула 1959. године у Доњецку у спортској породици. Отац Виктор је играо за Шахтјор из Доњецка, а брат Вјачеслав Чанов је играо за Шахтјор из Доњецка и Торпедо из Москве.
Играчку каријеру је започео у Шахтјору из Доњецка, где је играо три године (1978-1981). Одатле се придружио омладинској репрезентацији СССР-а, са којом је освојио Европско првенство. Затим је прешао у Динамо Кијев, у ком је провео најбоље године у каријери. У периоду 1982-1990 бранио је гол Динама на 202 утакмице у оквиру првенства СССР.
Године 1990. Чанов је одиграо последњу сезону у Динаму Кијеву и потом прешао у Израел, где је играо за фудбалске клубове Макаби (Хаифа) и Бнеј Јехуда (Тел Авив). Док је играо за Макаби, Чанов је поставио клупски рекорд — успео је да на четири утакмице заредом буде несавладан. Освојио је лигу и куп у својој првој сезони, а касније је додао и куп Израела.
Био је помоћни тренер (1995, 1996) и главни тренер (1996) клуба ЦСКА Борисфен (Кијев).
У децембру 2006. вратио се фудбалу и радио као тренер голмана у Динаму Кијеву, али је убрзо напустио ову позицију.

## Околности смрти
Званични узрок смрти није до краја расветљен. Његова снаха је демантовала информације које су се убрзо појавиле о нападу на њега. Према наводима полиције, Чанов је 21. јануара 2017. пребачен у болницу у Кијеву са вишеструким повредама главе. Хитна помоћ је пријавила да је пао са степеништа у својој кући. Није дошао свести и преминуо је у болници 8. фебруара 2017. године. Неки медији су писали да је повређен у нападу. Бивши саиграч и пријатељ Олег Кузњецов и његова снаја негирали су да је дошло до напада и потврдили да је Чанов пао код куће. Снаја је такође апеловала на новинаре да не шире гласине из поштовања према преминулом. Полиција је започела истрагу о узроку смрти.
Сахрањен је 11. фебруара 2017. године на Бајковском гробљу у Кијеву.

## Репрезентација СССР-а
На Светском првенству за младе у Јапану 1979. године, у четвртфиналу против Парагваја, приступило се извођењу једанаестераца, чак 9 серија, а тада 20-годишњи Чанов је реализовао једанаестерац за који се испоставило да је био победоносни. Репрезентација СССР-а је потом у финалу изгубила од Аргентине (1:3). За сениорски тим Совјетског Савеза је одиграо 21 меч и примио осам голова. Прва утакмица: 10. март 1982. са Грчком (2:0). Последњи меч: 16. мај 1990. против Израела (2:3). Био је репрезентативац СССР-а на три финална турнира Светских првенстава (Шпанија 1982, Мексико 1986. и Италија 1990), али је играо само у једном мечу — са репрезентацијом Канаде 1986. године. Већи део 1980-их, први голман репрезентације СССР-а био је Ринат Дасајев. Био је члан екипе СССР која је 1988. освојила сребро на Европском првенству у Западној Немачкој. Против Републике Ирске ушао је са клупе у 69. минуту након што се Дасајев повредио у дуелу са Тонијем Галвином.

## Успеси
Шахтјор Доњецк
- Куп Совјетског Савеза: 1980.

Динамо Кијев
- Првенство СССР: 1985, 1986, 1990.
- Куп Совјетског Савеза: 1982, 1985, 1987, 1990.
- Суперкуп СССР: 1986, 1987.
- Куп победника купова: 1986.

Макаби Хаифа
- Првенство Израела: 1991.
- Куп Израела: 1991, 1993.

СССР
- Сребрна медаља Европско првенство 1988. у Западној Немачкој